# Elsa Stauffer
Elsa Stauffer (* 3. Januar 1905 in Lauterbrunnen; † 10. November 2006 in Bern) war eine Schweizer Bildhauerin.

## Leben
Elsa Stauffer wuchs als Tochter eines Pfarrers im Berner Oberland auf. Obwohl sie von Beginn an Bildhauerin werden wollte, liess sie sich zur Arzthelferin ausbilden, damit sie genügend Einkommen erzielen konnte. Stauffer lernte autodidaktisch das Bildhauern und erhielt mit 21 Jahren ihren ersten Auftrag zur Erstellung eines Porträts. Mit kleinen Stipendien konnte Stauffer in den 1920er- und 1930er-Jahren zweimal nach Paris reisen, was aber von der Académie des Beaux-Arts enttäuscht, sie lernte aber den kubistischen Künstler Ossip Zadkine, der ihr Vorbild wurde. Bei Ausbruch des Zweiten Weltkriegs kehrte sie in die Schweiz zurück und arbeitete wieder als Arzthelferin. 1942 erhielt sie das Stipendium der Bernischen Kunstgesellschaft, 1943 konnte sie ihre Plastiken an einer Ausstellung von Leo Steck in der Kunsthalle Bern ausstellen. Die erste Einzelausstellung mit Plastiken, Mosaiken und speziellen Kaminen folgte 1953 ebenfalls in Bern. Elsa Stauffer verbrachte ihren Lebensabend im Seniorenheim des Burgerspittels Bern und hatte dort ein eigenes Atelier. Mit 94 Jahren verfasste die Künstlerin ihre Autobiografie Er-Innern. Sie verstarb im 102. Lebensjahr.
Elsa Stauffer schuf Porträts aus selbstgefertigtem Kunststein und Reliefs, die sie direkt in Kupfer arbeitete. In den 1970er-Jahren entstanden Arbeiten aus fluoreszierendem Plexiglas. Stauffer arbeitete in einem Atelier im Künstlerhaus Bern. Stauffer erhielt 1943 als erste Künstlerin das Louise-Aeschlimann-und-Margarete Corti-Stipendium (AC-Stipendium), das bedeutendste private Kunststipendium des Kantons Bern, dessen Hauptpreis damals mit 1000 Franken dotiert war.